# Toto 30 ans, rien que du malheur...
Albums de Alain Souchon
Jamais content
(1977) Rame
(1980)
Toto 30 ans, rien que du malheur… est le quatrième album studio d'Alain Souchon sorti en 1978.
Ce quatrième album, avec le suivant, marque l'apogée de la collaboration entre Laurent Voulzy et Alain Souchon. Ensuite, celui-ci fera appel à d'autres musiciens et ne s'appuiera plus exclusivement sur les compositions de Voulzy.
Dans cet album de la maturité, plus sombre que les précédents, on trouve quelques titres essentiels du répertoire souchonnien comme Le Bagad de Lann Bihoué, L'Amour en fuite (bande originale du film du même nom de François Truffaut), Papa Mambo et Le Dégoût, qui concentrent l'essentiel de ses thèmes d'inspiration : l'amour éphémère (L'Amour en fuite, Lulu), le temps qui passe (Toto 30 ans), le mal-être de vivre (Le Dégoût, J'étais pas là), les désillusions (Le Bagad de Lann-Bihoué), etc.

## Titres
Toutes les paroles sont écrites par Alain Souchon.
| 1.    | Le Bagad de Lann-Bihoué | Laurent Voulzy | 7:42 |
| 2.    | Frenchy bébé blues      | Alain Souchon  | 3:05 |
| 3.    | Le Dégoût               | Laurent Voulzy | 3:00 |
| 4.    | L'Amour en fuite        | Laurent Voulzy | 3:30 |
| 5.    | Nouveau                 | Laurent Voulzy | 3:20 |
| 6.    | Papa mambo              | Laurent Voulzy | 3:33 |
| 7.    | Cosy corner             | Alain Souchon  | 3:20 |
| 8.    | Toto 30 ans             | Laurent Voulzy | 2:32 |
| 9.    | Lulu                    | Alain Souchon  | 1:53 |
| 10.   | J'étais pas là          | Alain Souchon  | 2:18 |
| 11.   | Bagad (reprise)         | Laurent Voulzy | 1:37 |
| 36:20 |                         |                |      |

## Ventes
L'album est certifié disque d'or pour plus de 100 000 exemplaires vendus en France.